# Winkelkopfagamen
Die Winkelkopfagamen (Gonocephalus) sind eine südostasiatische Agamengattung. Sie kommen auf der Malaiischen Halbinsel, den großen Sundainseln Sumatra, Borneo und Java, sowie auf Mindanao und einigen kleineren Inseln der Philippinen vor.

## Merkmale
Winkelkopfagamen wurden nach ihrer eckigen Kopfform benannt (Gonocephalus bedeutet eckiger oder kantiger Kopf). Relativ eckig sind bei ihnen sowohl die Knochenleisten zwischen der flachen Kopfoberseite und den Kopfseiten (Canthus rostralis) als auch die Augenbrauenbögen (Supraorbitale). Die Echsen erreichen Kopf-Rumpf-Längen von 9 bis 17 cm, dazu kommt noch ein wesentlich längerer Schwanz, der maximal 43 cm lang werden kann. Beide Geschlechter zeigen einen Kehlsack und einen Nackenkamm, außerdem eine Kehl- und eine Schulterfalte. Alle männlichen Winkelkopfagamen und die Weibchen der meisten Arten besitzen einen aus stachelartigen Schuppen bestehenden Rückenkamm, dessen Höhe aber innerhalb einer Art stark variieren kann. Der Rückenkamm sitzt auf einer dorsalen Hautfalte die mit großen in regelmäßigen Reihen angeordneten Schuppen bedeckt ist. Der Kopf ist mit kleinen, ungleichen Schuppen bedeckt. Das Tympanum ist sichtbar. Die Schuppen auf dem Rücken und an den Körperseiten sind weitgehend homogen, hin und wieder auch mit größeren, in Anzahl und Lage verschiedenen Schuppen vermischt. An der Bauchseite befinden sich größere Schuppen, die die Form einer Raute haben und sich dachziegelartig überlappen.

## Lebensweise
Winkelkopfagamen kommen im Flach- und Bergland in tropischen Regenwäldern vor und halten sich für gewöhnlich in den oberen Wipfelbereichen von Urwaldriesen auf, die in Gewässernähe stehen, so dass sie nur schwer oder kaum zu beobachten sind. Tagsüber halten sie vor allem an Baumstämmen oder dicken mehr oder weniger senkrecht stehenden Ästen auf; die Nacht verbringen sie an den Enden dünner Zweige. Sie sind ovipar. Nach verschiedenen Beobachtungen koten sie ins Wasser.

## Arten

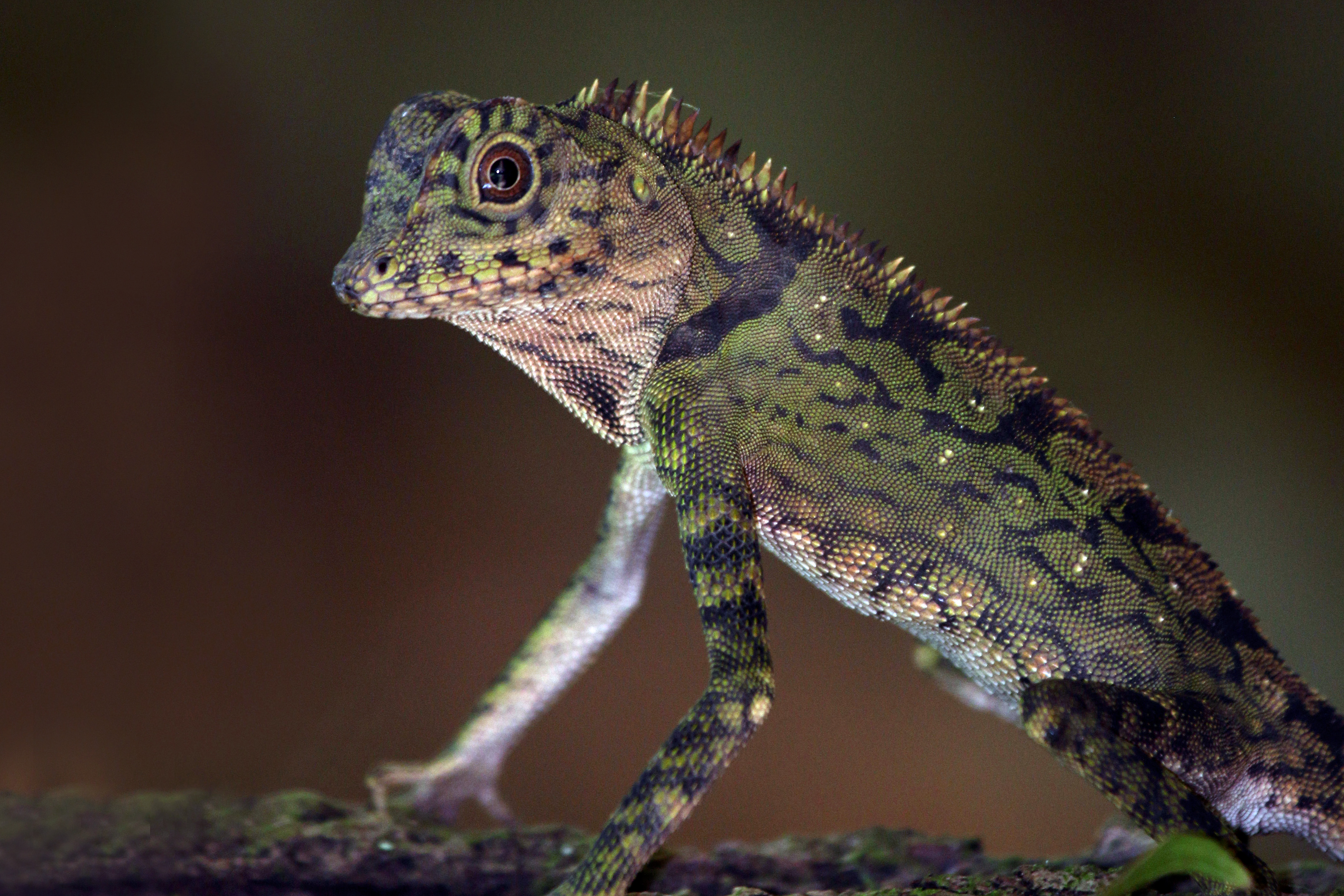
Borneo Winkelkopfagame (Gonocephalus bornensis)

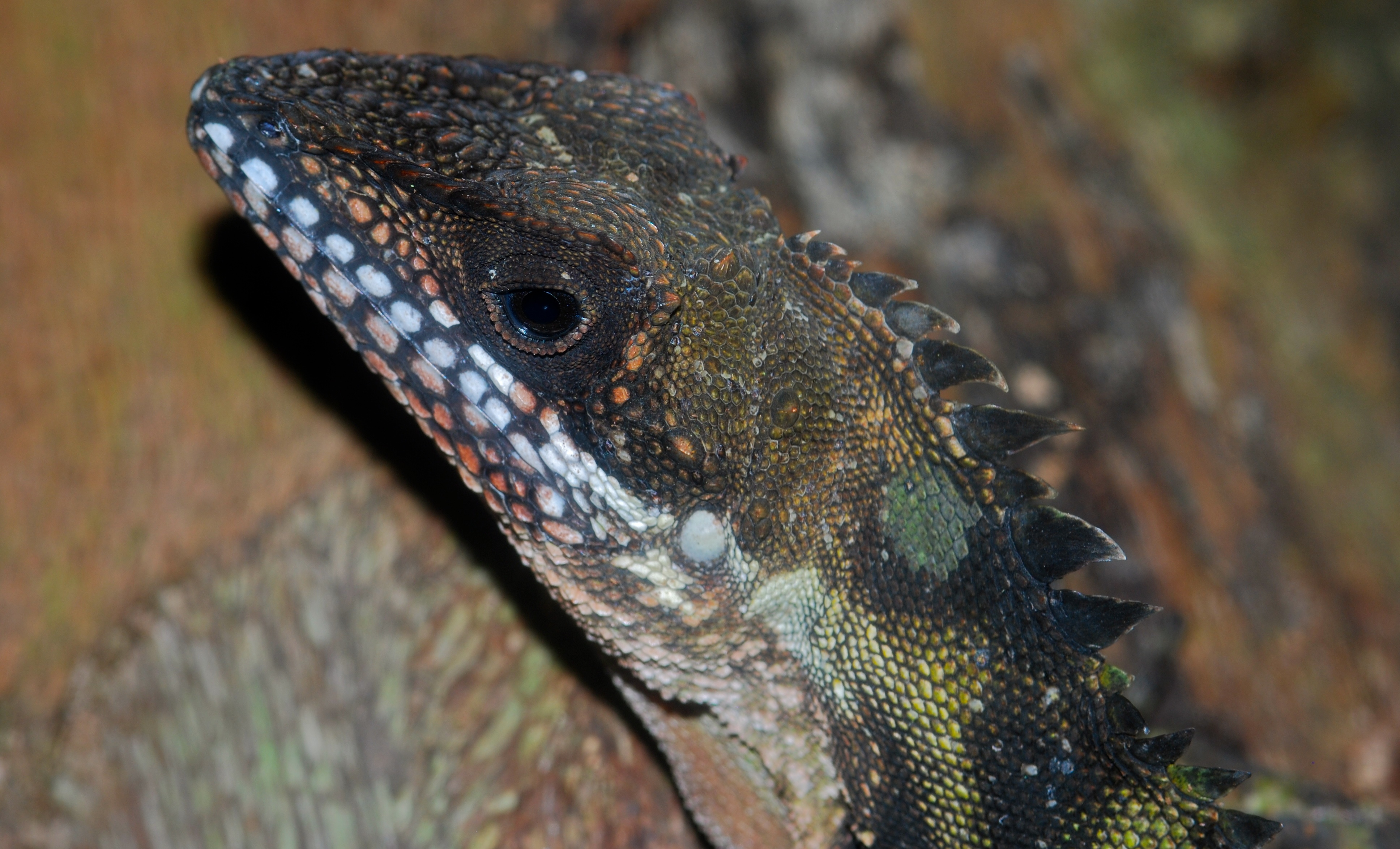
Robinsons Winkelkopfagame (Gonocephalus robinsonii)

Zur Gattung der Winkelkopfagamen gehören derzeit folgende 16 rezente Arten:
- Abbotts Winkelkopfagame (Gonocephalus abbotti Cochran, 1922)
- Blaukehl Winkelkopfagame (Gonocephalus bellii (Duméril & Bibron, 1837))
- Beyschlags Winkelkopfagame (Gonocephalus beyschlagi Boettger, 1892)
- Borneo Winkelkopfagame (Gonocephalus bornensis (Schlegel, 1848))
- Laurents Winkelkopfagame (Gonocephalus chamaeleontinus (Laurenti, 1768))
- Dorias Winkelkopfagame (Gonocephalus doriae Peters, 1871)
- Große Winkelkopfagame (Gonocephalus grandis (Gray, 1845))
- Boulengers Winkelkopfagame (Gonocephalus interruptus Boulenger, 1885)
- Kloss Winkelkopfagame (Gonocephalus klossi Boulenger, 1920)
- Kuhls Winkelkopfagame (Gonocephalus kuhlii (Schlegel, 1848))
- Sikulikap-Winkelkopfagame (Gonocephalus lacunosus Manthey & Denzer, 1991)
- Blauaugen-Winkelkopfagame (Gonocephalus liogaster (Günther 1872))
- Grüne Winkelkopfagame (Gonocephalus megalepis (Bleeker, 1860))
- Gonocephalus mjobergi Smith, 1925
- Gonocephalus semperi (Peters, 1867)
- Philippinische Winkelkopfagame (Gonocephalus sophiae (Gray, 1845))

In die Gattung Malayodracon verschoben wurde:
- Robinsons Winkelkopfagame (Gonocephalus robinsonii Boulenger, 1908)